# جیمی سید
جیمی سید (به انگلیسی: Jimmy Seed) بازیکن فوتبال زادهٔ ۲۵ مارس ۱۸۹۵ اهل کشور انگلستان که سابقهٔ بازی در تیم ملی فوتبال انگلستان را در کارنامهٔ خود دارد. وی در تاریخ ۲۱ مه ۱۹۲۱ نخستین بازی ملی خود را در مقابل تیم ملی فوتبال بلژیک انجام داد و با حضور در ۵ بازی ملی، در تاریخ ۴ آوریل ۱۹۲۵ واپسین بازی ملی‌اش را در برابر تیم ملی فوتبال اسکاتلند برگزار کرد.
این بازیکن توانسته در بازی‌های ملی، ۱ گل به ثمر برساند.